# スティーブ・ベリャン

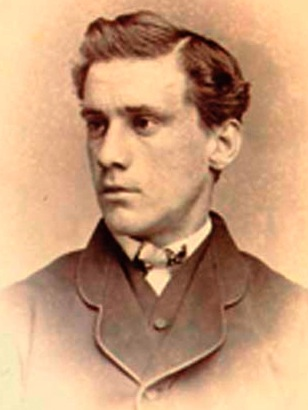
スティーブ・ベリャン

スティーブ・ベリャン（Esteban Enrique "Steve" Bellán, 1849年10月1日 - 1932年8月8日）は、キューバ・ハバナ出身のプロ野球選手（三塁手）。投打の左右は不明。"Steve"（スティーブ）はあだ名。アメリカプロ野球史上最初のラテン系選手である。

## 経歴
ベリャンは1863年に、現在のアメリカのフォーダム大学へ入学し、在学中に野球のルールについて学んだ。大学を離れた1868年に、当時ニューヨークにあった『ユニオンズ・オブ・モーリサニア（Unions of Morrisania)』という野球チームに1年間在籍後、1869年にトロイ・ヘイメイカーズに内野手として入団した。
ヘイメイカーズは、1871年に設立されたプロ野球リーグ『ナショナル・アソシエーション』に加盟し、ベリャンはアメリカのプロ野球リーグで最初にプレイしたキューバ出身選手となる。ベリャンはトロイに2年在籍した後、1873年にニューヨークのミューチュアル・クラブで1年プレイし、その後1874年に母国キューバに帰国、同年12月にキューバで初めて行われた公式の野球の試合にも出場した。
その後1878年から1886年にかけ、新たにキューバに設立されたハバナ・ベースボール・クラブの選手兼任監督を務め、チームはベリャンの在籍中キューバ選手権に3度の優勝を飾っている（1878-79年、1879-80年、1882-83年）
1932年にハバナにて82歳で死去。1989-90年に母校フォーダム大学から名誉表彰を受けている。

## 詳細情報

### 年度別打撃成績
| 年 度    | 球 団    | 試 合 | 打 席 | 打 数 | 得 点 | 安 打 | 二 塁 打 | 三 塁 打 | 本 塁 打 | 塁 打 | 打 点 | 盗 塁 | 盗 塁 死 | 犠 打 | 犠 飛 | 四 球 | 敬 遠 | 死 球 | 三 振 | 併 殺 打 | 打 率 | 出 塁 率 | 長 打 率 | O P S |
| -------- | -------- | ----- | ----- | ----- | ----- | ----- | -------- | -------- | -------- | ----- | ----- | ----- | -------- | ----- | ----- | ----- | ----- | ----- | ----- | -------- | ----- | -------- | -------- | ----- |
| 1871     | TRO      | 29    | 137   | 128   | 26    | 32    | 3        | 3        | 0        | 41    | 23    | 4     | 4        | --    | --    | 9     | --    | --    | 2     | 2        | .250  | .299     | .320     | .620  |
| 1872     | TRO      | 23    | 115   | 115   | 22    | 30    | 4        | 0        | 0        | 34    | 17    | 1     | 0        | --    | --    | 0     | --    | --    | 0     | 2        | .261  | .261     | .296     | .557  |
| 1873     | NYU      | 8     | 34    | 32    | 4     | 7     | 2        | 0        | 0        | 9     | 3     | 0     | 0        | --    | --    | 2     | --    | --    | 0     | 0        | .219  | .265     | .281     | .546  |
| MLB：3年 | MLB：3年 | 60    | 286   | 275   | 52    | 69    | 9        | 3        | 0        | 84    | 43    | 5     | 4        | --    | --    | 11    | --    | --    | 2     | 4        | .251  | .280     | .305     | .585  |

- 「-」は記録なし